# Is-a
В представленні знань, об'єктно-орієнтованому програмуванні, is-a це тип відношень між деякими класами D та B, коли D є підкласом (нащадком) класу B (B, в свою чергу, є базовим класом або суперкласом класу D)
Іншими словами, коли говорять «D is-a B» зазвичай мають на увазі, що D — спеціалізація B, а B — узагальнення D. Наприклад, поняття «фрукт» є узагальненням для понять «яблуко», «апельсин» та інших. Можна говорити, що яблуко is-a фрукт.
В об'єктно-орієнтованому програмуванні відношення is-a застосовується у контексті наслідування. Можна сказати, що «яблуко» може наслідувати всі властивості, які є у всіх фруктів.
Відношення is-a протиставляється відношенню has-a, яке утворює дерево відношень — мерономію, або партономію.
У процесі конструювання моделі реального світу (наприклад, комп'ютерна програма) розповсюдженою помилкою є невірний вибір між відношеннями has-a та is-a.